# آب‌انبار قلعه شمسی
آب‌انبار قلعه شمسی مربوط به اوایل دورهٔ قاجار است و در شهرستان اشکذر، بخش مرکزی، دهستان رستاق، روستای شمسی واقع شده و این اثر در تاریخ ۲۰ اردیبهشت ۱۳۸۶ با شمارهٔ ثبت ۱۹۰۸۵ به‌عنوان یکی از آثار ملی ایران به ثبت رسیده است.